# FE-Schrift

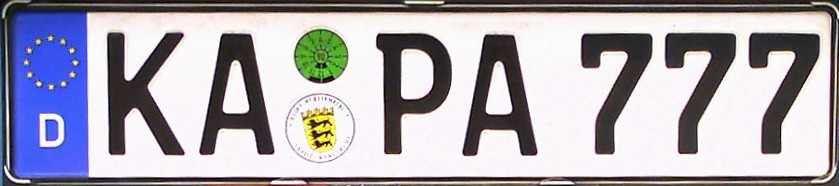
FE-Schrift na státní poznávací značce

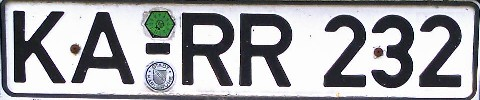
Pro srovnání: Písmo dle DIN-1451

Tabulka s písmeny a číslicemi FE-Schrift

FE-Schrift, zkratka z německého Fälschungserschwerende Schrift (v překladu padělání znesnadňující písmo), je písmo používané na státních poznávacích značkách vozidel registrovaných v Německu od listopadu 2000.
V porovnání s dříve používaným typem písma podle normy DIN 1451 už není možné na značce použitím černé barvy (nebo černé izolační pásky) změnit například písmeno P na R, nebo číslici 3 na 8, protože všechny znaky mají jedinečný tvar. Dvojice znaků jinak běžně zaměnitelné, jako například E a F nebo O a 0 mají také jiný tvar a dají se tak lépe odlišit. Úpravy a přemalovávání značek ztěžuje i skutečnost, že jejich podkladem je reflexní bílá barva, jejíž změny pomocí obyčejné bílé jsou zvláště v noci velmi patrné.
FE-Schrift byl vyvinut Spolkovým ústavem pro silniční stavitelství mezi lety 1978 a 1980 v důsledku tlaku teroristických aktivit Frakce Rudé armády. Výrazný podíl na vzniku písma měl renomovaný typograf a návrhář Karlgeorg Hoefer (1914–2000), zaměstnaný ve spolkovém ústavu.
Všechny znaky na značkách mají výšku 75 milimetrů. Písmena jsou 47,5 mm široká, číslice mají 44,5 mm. Pro menší značky používané na motocyklech mají znaky výšku 49 mm, s písmeny 31 mm a číslicemi 29 mm širokými.

## Využití v ostatních zemích
Některé země FE-Schrift převzaly nebo vyvíjejí své vlastní, podobné typy písma (např. Nizozemsko, Srbsko, Nový Zéland)
Státy, města či území, které písmo převzaly:
- Abú Dhabí
- Argentina (pouze pro motocykly)
- Athos, autonomní mnišský stát
- Austrálie, státy Victoria, Nový Jižní Wales a Queensland (alternativa ke značkám „na přání“)
- Etiopie
- Bahrajn

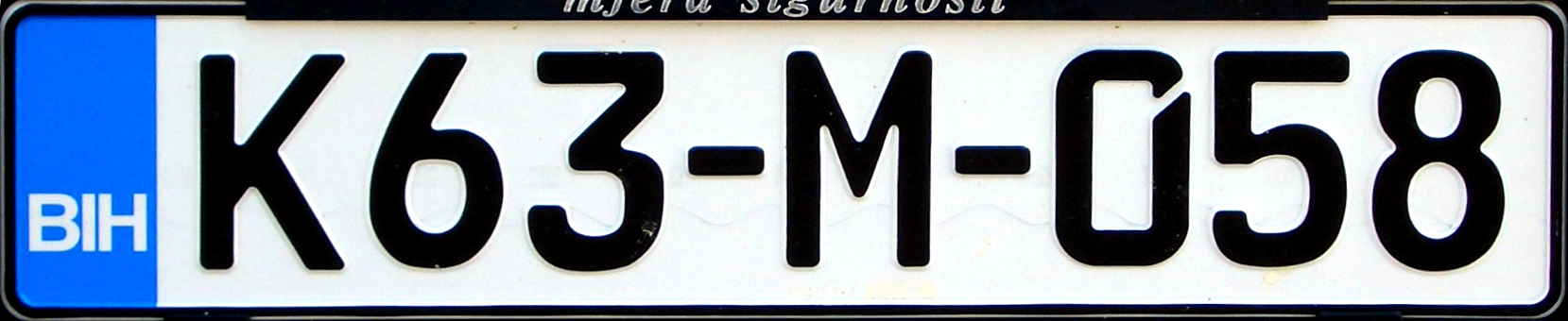
Bosna a Hercegovina
- Burundi
- Chile
- Ghana
- Guatemala
- Kamerun
- Demokratická republika Kongo
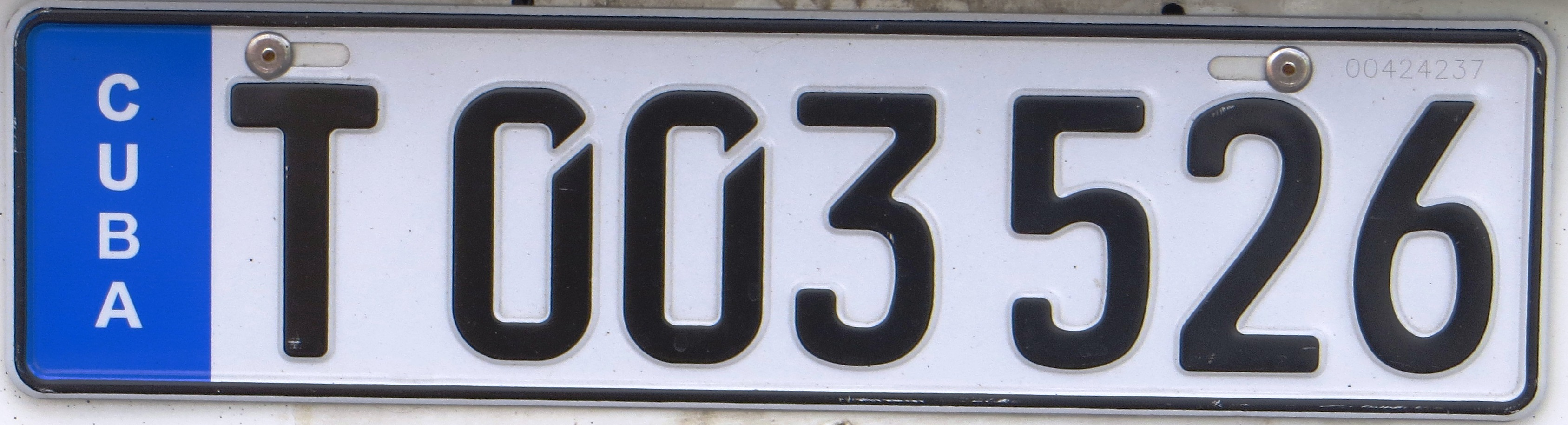
Kuba
- Kuvajt
- Malawi
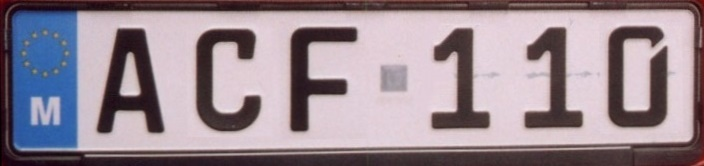
Malta
- Mali
- Mosambik
- Namibie
- Peru
- Rwanda
- Zambie
- Sierra Leone
- Zimbabwe
- Jižní Súdán
- Srí Lanka
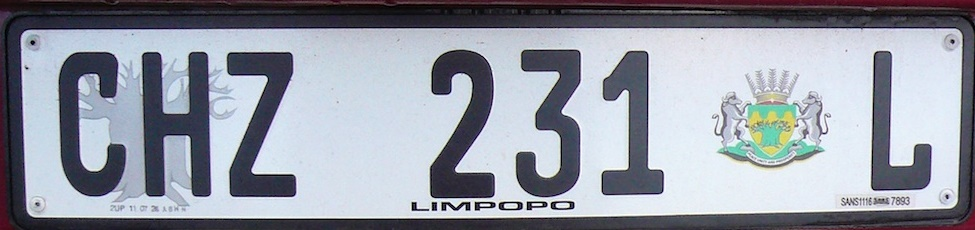
Jihoafrická republika
- Tanzanie
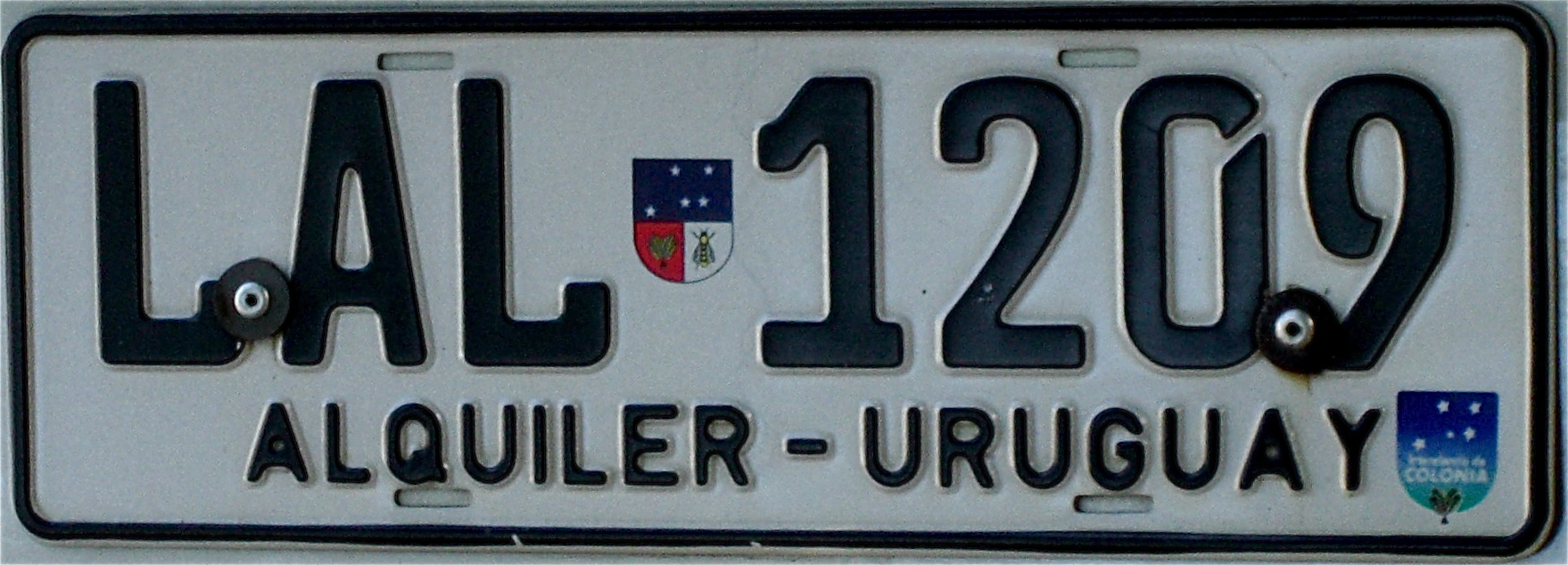
Uruguay
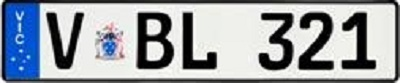
Austrálie
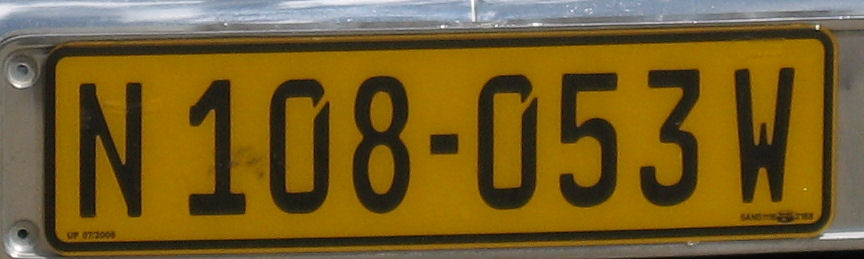
Namibie
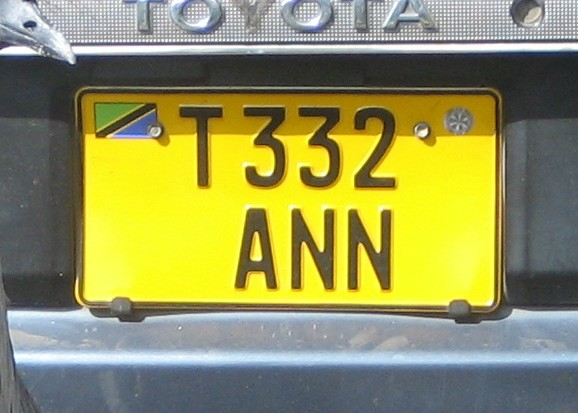
Tanzanie
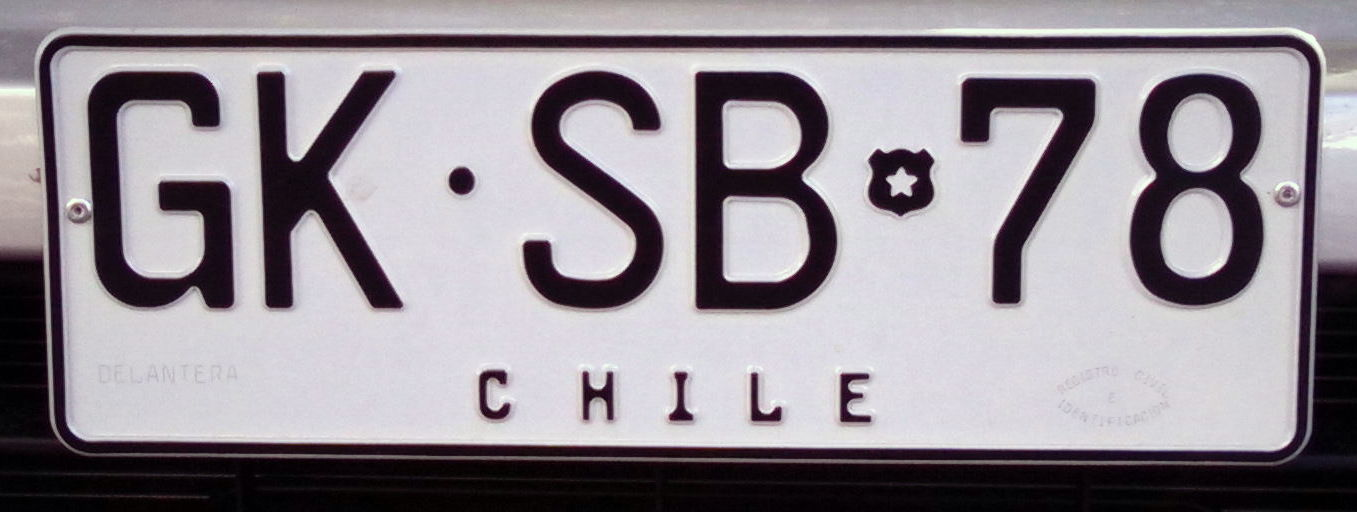
Chile

- Uzbekistán
Kypr
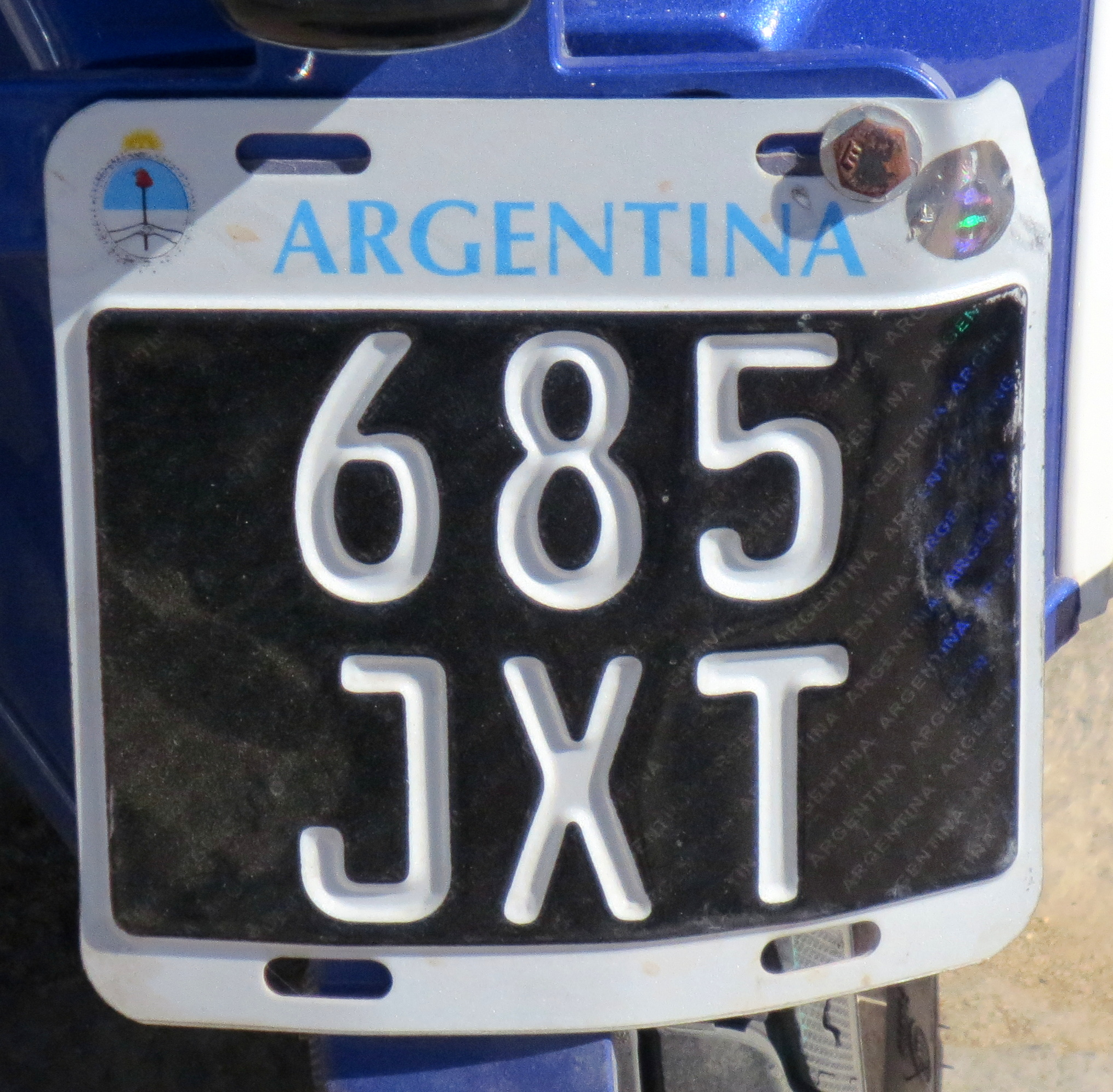
SPZ na argentinském motocyklu

- Bosna a Hercegovina
- Kuba
- Malta
- Jihoafrická republika
- Uruguay
- Austrálie
- Namibie
- Tanzanie
- Chile
- Kypr
- SPZ na argentinském motocyklu